# Studia nad dźwiękiem
Studia nad dźwiękiem (ang. sound studies) – interdyscyplinarna specjalizacja naukowa zajmująca się dźwiękiem i jego wpływem na funkcjonowanie. Może dotyczyć wpływu mediów na dźwięk, dźwięku w przestrzeni publicznej, zanieczyszczenia hałasem czy ekologii dźwiękowej.
Ważnym elementem sound studies jest przekonanie, że dźwięku nie można zredukować jedynie do kategorii estetycznych (jako muzykologii czy etnomuzykologii), ani też do sfery komunikacji językowej (jako języka mówionego). Według niektórych teoretyków konieczne jest uznanie ontologicznego statusu dźwięku.

## Dziedziny naukowe dźwięku
Charakterystyką studiów nad dźwiękiem jest mnogość możliwych do wykorzystania metodologii i pojęć (jak choćby antropologia dźwięku, somaestetyka, sound art czy medioznastwo), co świadczy o interdyscyplinarności sound studies. Popularnym użyciem studiów nad dźwiękiem jest badanie miejskiej audiosfery, znajdujące zastosowanie w urbanistyce, ze względu na wpływ tkanki dźwiękowej miasta na jego doświadczenie i swoistości (zwłaszcza w konkretnym czasie i miejscu).
Badania dźwiękowe pretendują do włączenia sfery dźwiękowej do różnych dziedzin nauki, krytykując skupienie badaczy jedynie na widzialnych i wzrokowych aspektach kultury (podejście to jest czasami nazywane jako okulocentryzm). Tym samym, sound studies i proponowane przez jej naukowców użycia dźwięku mogą być zagadnieniem z zakresu filozofii nauki.